# فیونا کرالی
فیونا مایو کرولی (انگلیسی: Fiona Maeve Crawley ؛ زادهٔ ۷ فوریهٔ ۲۰۰۲) ، یک تنیس‌باز اهل ایالات متحده است. او که تنیس دانشکده را برای تیم پاشنه‌های تار کارولینای شمالی بازی می‌کند، تاکنون در مسابقه رده‌بندی تک نفری بانوان ان بی سی ای ای بخش یکم در رتبه نخست قرار گرفته است.  بعدها مایو کرولی به همراه کارسون تانگویلیگ قهرمان مسابقات دو نفره ان سی ای ای ۲۰۲۳ می شود.

## اوایل زندگی و حرفه
فیونا که اهل سن آنتونیو است، از سنین ۶ تا ۹ سالگی رشته تنیس را آغاز نمود، او در حالی که در اوکیناوا، ژاپن مشغول زندگی بود. محلی که پدرش ، پیتر، به عنوان یکی از اعضای نیروی هوایی ،  ایالات متحده در آنجا مستقر شده بود. فیونا از پدر و مادری ورزشکار متولد می شود: پدر او در ایالت میشیگان در رشته فوتبال شاغل بوده، و او به همراه خواهر و برادرهای بزرگ تر از خودش ، بنام لیام و سولن، در رشته تنیس با یکدیگر تمرین می کردند، بعدها آنان به ترتیب در تیم های ترینیتی و کلرادو تنیس بازی می کردند.